# Marc Claudi Marcel el Vell
Marc Claudi Marcel el Vell (en llatí Marcus Claudius Marcellus) va ser un destacat polític romà, que va participar activament a la conspiració de Catilina l'any 63 aC. Formava part de la gens Clàudia i era de la família dels Claudi Marcel.
Quan es va descobrir la conspiració va intentar revoltar als pelignes, però va ser ràpidament derrotat pel pretor Marc Bíbul, i va morir a mans de les forces d'aquest.